# 1194 Aletta
Aletta (asteróide 1194) é um asteróide da cintura principal com um diâmetro de 55,39 quilómetros, a 2,636171 UA. Possui uma excentricidade de 0,0945677 e um período orbital de 1 814,54 dias (4,97 anos).
Aletta tem uma velocidade orbital média de 17,45556663 km/s e uma inclinação de 10,87405º.
Esse asteróide foi descoberto em 13 de Maio de 1931 por Cyril Jackson.